# Manoir de Thenouguelen
Le manoir de Thenouguelen est un édifice situé à Arradon en France.

## Localisation
Le manoir est situé sur le territoire de la commune d'Arradon, au lieu-dit Truhélin, dans le département du Morbihan en région Bretagne.

## Description
Manoir à plan complexe, pignon à redents, bow window, cheminée sur gouttereau, tour d'escalier antérieure, tour d'escalier postérieure. Logis en moellons de granite, à l'exception du pavillon ouest, des tours d'escalier nord et sud en pierre de taille ; couverture en ardoises, logis couvert d'une toiture à longs pans à pignon découvert, sauf le pavillon et les tours d'escalier couverte d'un toit en pavillon ; appentis sur le corps ouest ; élévation à travées à un étage carré, avec comble à surcroît habitable dans le corps de bâtiment est, escalier tournant à retours dans oeuvre . Ferme en moellon, à comble à surcroît. Ancien moulin en moellon, couvert en ardoise avec pignon découvert, à comble à surcroît . Puits et fontaine en pierre de taille.

## Historique
Seigneurie nommée Thénouquelen mentionnées dès 1443, appartenant à la famille Lehen. Elle passe au milieu du XVIe siècle à la famille Luco, de Vannes. C'est sans doute à cette famille que l'on doit la construction dont les vestiges subsistant dans le logis actuel : pignon nord et cheminée du XVIe siècle, tour d'escalier nord et pavillon sud ouest, datant du XVIIe siècle. Ces vestiges ne semblent pas appartenir au logis principal, le cadastre de 1809 mentionnant deux corps de logis parallèles : en 1852, seul subsiste la partie nord ouest du corps de logis est. Achat vers 1870 par Mr Bouruet Aubertot. Après sa mort, Mme Bouruet Aubertot fait agrandir le pavillon subsistant vers l'est, à partir de 1890 dans le style manoir anglais, Mr Normand étant l'entrepreneur. À la même date, construction du parc et d'une chapelle (aujourd'hui sur Kerjaffré). Moulin daté 1617 transformé en logement en 1890. Ferme construite entre 1809 et 1852 avec réemplois du XVIIIe siècle, provenant sans doute du logis manorial détruit. Puits datant du XVIIe siècle. Fontaine avec abreuvoir et lavoir datant peut être du XVIIIe siècle.
Le manoir est inscrit à l'inventaire général du patrimoine culturel.